# Cuca, Galați
Cuca este o comună în județul Galați, Moldova, România, formată numai din satul de reședință cu același nume. Se află în Podișul Moldovei și Câmpia Covurlui, la o altitudine de 121 m deasupra nivelului mării. Are o suprafață de 44,72 km². Populația este de 1.848 locuitori, determinată în 1 decembrie 2021, prin recensământ, chestionar.

## Așezare
Comuna se află în centrul județului, în Câmpia Covurlui. Este străbătută de șoseaua națională DN24D, care leagă Galațiul de Bârlad. Din acest drum, la Cuca se ramifică șoseaua județeană DJ255, care duce spre vest la Rediu, Suhurlui și Pechea.
Coordonatele geografice sunt: 45°44' latitudine nordică și 27°54' latitudine estică. Distanța dintre latura de Est și cea de Vest este de aproximativ 1,5 km, iar între latura de Nord și cea de Sud de aproximativ 4 km.
Vatra satului (intravilan) este de circa 388 ha, cu tendința de extindere.
Diferența de nivel din partea cea mai de jos (cota 110 fața de nivelul mării, care se găsește la sudul localității) și cota cea mai de sus (160 m, în partea de nord) este de 50 m. Unghiul și linia de panta este mică, aceasta fiind ușor practicabilă pentru toate vehiculele și autovehiculele în toate anotimpurile (50 m diferență la o distanță lungă de 4 km).

## Istorie
La sfârșitul secolului al XIX-lea, comuna făcea parte din plasa Siretul a județului Covurlui și era formată din satele Cuca, Slobozia-Ventura, Mavromol, Cotros, Oasele și Plevna, cu 1914 locuitori. În comună funcționau o moară cu aburi și una de vânt, două școli mixte (la Cuca și Oasele) cu 78 de elevi în total, și patru biserici. Anuarul Socec din 1925 consemnează schimbarea numelui comunei în Oasele, după noul sat de reședință; comuna făcea parte din plasa Pechea a aceluiași județ, având 2250 de locuitori în satele Cotros, Cuca, Ferdinand, Oasele, Plevna și Slobozia-Ventura. În 1931, din comuna Oasele s-a separat comuna Cuca, având în componență satele Cotros, Cuca și Slobozia-Ventura.
În 1950, comuna a fost transferată raionului Bujor și apoi (după 1960) raionului Galați din regiunea Galați. În 1968, a trecut la județul Galați; tot atunci, satele Cotros și Slobozia-Ventura au fost desființate și incluse în satul Cuca.

## Monumente istorice
Singurul obiectiv din comuna Cuca inclus în lista monumentelor istorice din județul Galați este o parte din Valul lui Athanaric (secolele al II-lea–al IV-lea e.n.), sit arheologic de interes național aflat în mai multe comune.

## Demografie
Componența etnică a comunei Cuca
     Români (95,78%)
     Alte etnii (0%)
     Necunoscută (4,22%)
Componența confesională a comunei Cuca
     Ortodocși (95,56%)
     Alte religii (4,44%)
Conform recensământului efectuat în 2021, populația comunei Cuca se ridică la 1.848 de locuitori, în scădere față de recensământul anterior din 2011, când fuseseră înregistrați 2.150 de locuitori. Majoritatea locuitorilor sunt români (95,78%), iar pentru 4,22% nu se cunoaște apartenența etnică. Din punct de vedere confesional, majoritatea locuitorilor sunt ortodocși (95,56%).

## Politică și administrație
Comuna Cuca este administrată de un primar și un consiliu local compus din 11 consilieri. Primarul, Cristian Sandu[*], de la Partidul Social Democrat, este în funcție din 1 noiembrie 2024. Începând cu alegerile locale din 2024, consiliul local are următoarea componență pe partide politice:
|  | Partid                          | Consilieri | Componența Consiliului | Componența Consiliului | Componența Consiliului | Componența Consiliului | Componența Consiliului |
|  | ------------------------------- | ---------- | ---------------------- | ---------------------- | ---------------------- | ---------------------- | ---------------------- |
|  | Partidul Social Democrat        | 5          |                        |                        |                        |                        |                        |
|  | Partidul Național Liberal       | 3          |                        |                        |                        |                        |                        |
|  | Forța Dreptei                   | 2          |                        |                        |                        |                        |                        |
|  | Alianța pentru Unirea Românilor | 1          |                        |                        |                        |                        |                        |